# Blaise Compaoré
Blaise Compaoré (Ouagadougou, 3 februari 1951) was president van Burkina Faso van 15 oktober 1987 tot zijn aftreden op 31 oktober 2014.

## Biografie
Compaoré is de zoon van een Mossi-stamhoofd. Hij volgde een militaire opleiding in Kameroen en ontmoette in 1978 in Marokko de latere revolutionair Thomas Sankara, met wie hij vriendschap sloot. Na een militaire staatsgreep in 1982 werd Compaoré net als Sankara lid van de Militaire Raad.
In 1983 was hij het brein achter de coup die Sankara aan de macht bracht. Compaoré werd minister van Justitie onder Sankara die president werd en voorzitter van de Nationaal Revolutionaire Raad.

### President
Binnen de nationaal revolutionaire raad ontstonden spoedig conflicten over de te varen koers. Op 15 oktober 1987 bracht Compaoré tijdens een staatsgreep Sankara ten val. Deze kwam hierbij "per ongeluk" om het leven. Compaoré werd president en richtte een Volksfront op waarin diverse linkse en gematigde partijen zitting namen. Hij werd zelf voorzitter van het Volksfront waar Organisation pour la Democratie/Mouvement du Travail (OD/MT) de belangrijkste plaats innam.
Twee jaar na deze staatsgreep liet Compaoré de majoors Henri Zongo en Jean-Baptiste Boukary-Lingani terechtstellen, omdat zij hadden geprobeerd een staatsgreep te plegen.
In 1991 werd in Burkina Faso een referendum gehouden over de invoer van een meerpartijenstelsel. Het grootste deel van de bevolking bleek voorstander van het invoeren hiervan. Naast de in het Volksfront georganiseerde partijen werden er ook oppositiepartijen toegestaan. De OD/MT werd opgeheven en vervangen door het Congres voor Democratie en Vooruitgang. In 1991 zegde president Blaise Compaoré tevens het marxisme min of meer vaarwel en voerde de markteconomie in. Het marxisme werd echter pas in 1997 officieel als politieke leer van Burkina Faso afgeschaft.
Hoewel het land sedert 1991 een democratie is, regeerde president Compaoré met harde hand. Voor al te veel oppositie was er onder zijn bewind geen plaats, evenmin voor een vrije pers. In oktober 2014 braken hevige onlusten uit nadat een wet was aangenomen waardoor de 63-jarige Compaoré zich opnieuw verkiesbaar zou kunnen stellen als president. Compaoré kondigde eind oktober de noodtoestand af en trad af. Hij vluchtte daarop naar Ivoorkust. Compaoré werd opgevolgd door luitenant-kolonel Yacouba Isaac Zida.
In augustus 2021 maakt de openbare aanklager van het High Court of Justice bekend dat het proces tegen leden van de regering die ervan worden verdacht een rol te hebben gespeeld bij de onderdrukking van de opstand van 2014, zal beginnen. Blaise Compaoré zou opnieuw kunnen worden opgeroepen om de vragen van de rechters te beantwoorden. In april 2022 werd Compaoré bij verstek tot een levenslange gevangenisstraf veroordeeld door een militair tribunaal.